# Edward Kossoy
Edward Kossoy (4 de junio de 1913 - 11 de octubre de 2012) fue un abogado polaco, publicista y activista de las víctimas del nazismo.

## Primeros años
Kossoy nació en Radom, pero pasó su infancia en Yekaterinoslav en Ucrania, donde sus padres se trasladaron a la Primera Guerra Mundial.

## Trabajoa como abogado
Como abogado, representó alrededor de 60.000 víctimas del Holocausto, que implica la restitución y la reparación por parte del gobierno alemán. Entre sus clientes se incluyen Judíos, polacos y gitanos.